# Opua
Opua is een geslacht van straalvinnige vissen uit de familie van grondels (Gobiidae). Het geslacht is voor het eerst wetenschappelijk beschreven in 1925 door Jordan.

## Soorten
- Opua atherinoides (Peters, 1855)
- Opua nephodes Jordan, 1925